# Vedašić (Chorwacja)
Vedašić – wieś w Chorwacji, w żupanii licko-seńskiej, w gminie Udbina. W 2011 roku liczyła 2 mieszkańców.